# ZIP-Code

ZIP-Code-Zonen in den USA

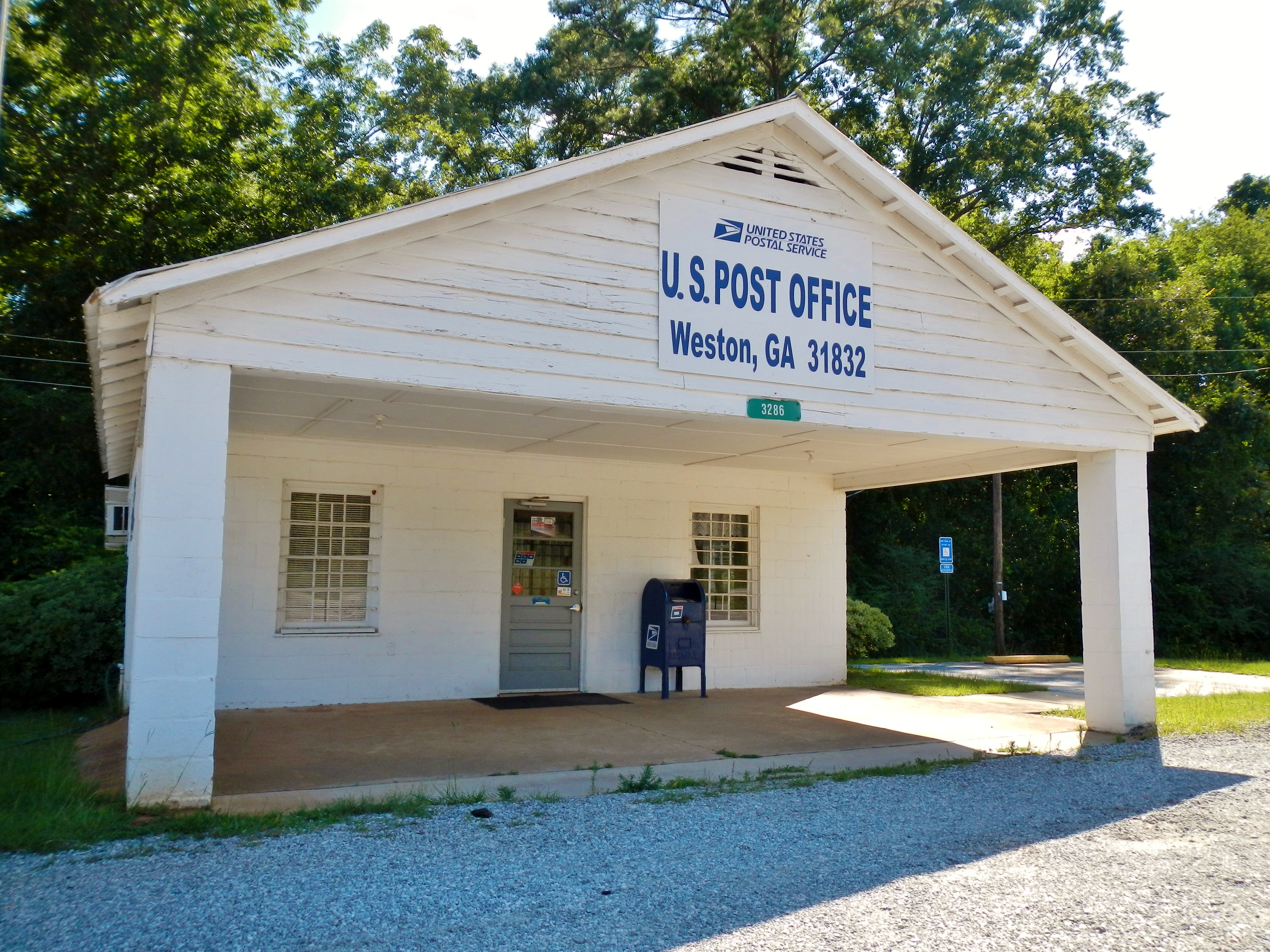
ZIP-Code auf der Frontseite einer Poststelle in Georgia

Der ZIP-Code [ˈzɪp ˌkoʊd] (Abkürzung für Zone Improvement Plan) ist der Postleitzahlen-Code des Postdienstleisters der Vereinigten Staaten, United States Postal Service. Er ist ein am 1. Juli 1963 eingeführter fünfstelliger Code, der 1983 um vier Stellen erweitert wurde.
Die Postleitzahl wird hinter dem Bundesstaatsnamen geschrieben. Jede der etwa 30.000 Poststellen hat dabei einen eigenen Code. Die niedrigste PLZ eines Ortes liegt in der Karibik – 00601 in Adjuntas, Puerto Rico –, und die höchste liegt im Westen – 99950 für Ketchikan, Alaska. Jede Adresse hat zusätzlich noch vier Ziffern, um den Sortiervorgang zu erleichtern. In jeder Adressierung müssen neben dem ZIP-Code auch der Name der Stadt und die Abkürzung des Staates enthalten sein.
Der ZIP-Code hat auch eine nützliche Nebenfunktion. Über eine Online-Plattform kann man unter Angabe des ZIP-Codes herausfinden, wer der oder die örtliche Kongressabgeordnete im US-Repräsentantenhaus im Kapitol in Washington, D.C. ist.

## Funktionsweise
Der ZIP-Code besteht aus neun Ziffern und wird zwei Leerstellen nach der Abkürzung des Bundesstaates mit einem Bindestrich zwischen fünfter und sechster Ziffer angegeben. Da die ZIP-Code-Erweiterung bei den Postkunden auf Widerstand gestoßen ist, wird der vierstellige Zusatz heute nicht mehr verlangt.
| \| 221 \| 62 \| – \| 10 \| 10 \| \| \| 221 \| 62 \| – \| 10 \| 10 \| Segment \| \| 221 \| 62 \| – \| 10 \| Sektor \| \| \| 221 \| 62 \| \| Postdienststelle oder Zustellabschnitt \| \| \| \| 221 \| \| \| \| Leitzone oder Bearbeitungs- und Zustellzentrum \| \| | ABC Movers 1500 E Main Ave Ste 201 Springfield VA 22162-1010 Vereinigte Staaten von Amerika |   |                                        |                                                |         |
| 221 | 62                                                                                          | – | 10                                     | 10                                             |         |
| 221 | 62                                                                                          | – | 10                                     | 10                                             | Segment |
| 221 | 62                                                                                          | – | 10                                     | Sektor                                         |         |
| 221 | 62                                                                                          |   | Postdienststelle oder Zustellabschnitt |                                                |         |
| 221 |                                                                                             |   |                                        | Leitzone oder Bearbeitungs- und Zustellzentrum |         |

## International
Mittlerweile gilt der ZIP-Code international als universelle Bezeichnung für die Postleitzahl.
Durch die zunehmende Nutzung des Internets für Bestellungen von Waren aus fernen Ländern erscheint in der Adressansicht des Anbieters meist die Aufforderung, den „ZIP-Code“ einzutragen. Dort kann stets die deutsche Postleitzahl eingetragen werden. Durch den Zusatz des Ziellandes z. B. GERMANY erfolgt die Aufschlüsselung des ZIP-Codes erst im Bestimmungsland. Das früher verwendete Länderkürzel vor der Postleitzahl (z. B. D oder DE) sollte unterbleiben, da die Vielzahl der weltweit unterschiedlich verwendeten Ländercodes häufig zu Problemen bei der Sortierung und damit zu Verzögerung und Verärgerung bei den Kunden geführt hat. Die Angabe des Bestimmungslandes unter der Ortsangabe ist ausreichend. Zu beachten ist:
```
   Position: in der letzten Zeile der Anschrift
   Schreibweise: in Großbuchstaben ausgeschrieben, keine Länderkürzel
   Sprache: 
Französisch
 oder 
Englisch
```